# Tetrix lochengensis
Tetrix lochengensis är en insektsart som beskrevs av Zheng, Z. 2005. Tetrix lochengensis ingår i släktet Tetrix och familjen torngräshoppor. Inga underarter finns listade i Catalogue of Life.